# 石川善樹
石川 善樹（いしかわ よしき、1981年2月27日 - ）は、東京都出身の予防医学研究者、医学博士。株式会社キャンサースキャンのイノベーションディレクター。株式会社Campus for H共同創業者。専門分野は予防医学、行動科学、計算創造学、概念工学など。

## 来歴
広島県生まれ、東京都育ち。筑波大学附属駒場高等学校、東京大学医学部健康科学・看護学科卒業後、ヘルスケア系コンサルティング会社に勤務。ハーバード大学公衆衛生大学院修士課程を経て、自治医科大学より博士号取得。現在は主に「人がよりよく生きる (Well-being) とは何か」をテーマとして、企業や大学と学際的研究を行っている。

## 書籍

### 著書
- 『友だちの数で寿命はきまる 人との「つながり」が最高の健康法』マガジンハウス 2014.11
- 『最後のダイエット』マガジンハウス 2015.6
- 『疲れない脳をつくる生活習慣』プレジデント社 2016.1 のち三笠書房・知的生きかた文庫
- 『仕事はうかつに始めるな』プレジデント社 2017.2
- 『継続とは「小さな問い」を立てること』ダイヤモンド社 2018.3
- 『問い続ける力』ちくま新書 2019.4
- 『フルライフ 今日の仕事と10年先の目標と100年の人生をつなぐ時間戦略』ニューズピックス 2020.4
- 『考え続ける力』ちくま新書 2020.5

### 共著
- 『感情を制する者はゲームを制す（対談）』ダイヤモンド社 2016.9 - 梅原大吾との共著
- 『たす』(コドモエのえほん）白泉社 2017.7 - 石川理沙子、中川貴雄との共著
- 『仕事力をアップする はじめての「フロー」入門』ピースオブケイク 2018.1 - 西本真寛との共著
- 『感情は、すぐに脳をジャックする』佐渡島庸平共著, 羽賀翔一 画、学研プラス 2021.12
- 『むかしむかしあるところにウェルビーイングがありました 日本文化から読み解く幸せのカタチ』吉田尚記共著、KADOKAWA 2022.1

## 論文
- 行動医学コアカリキュラム作成ワーキンググループ、中尾睦宏、中山健夫、端詰勝敬、吉内一浩、堤明純、石川善樹、乾明夫、井上茂、島津明人、諏訪茂樹、津田彰、坪井康次「医学部卒業時に求められる行動科学に関するコンピテンシー:―デルファイ法による調査結果―」『行動医学研究』第20巻第2号、日本行動医学会、2014年、63-68頁、doi:10.11331/jjbm.20.63、ISSN 1341-6790、NAID 130004709227。
- 石川善樹「行動変容テクニックの標準化に関する国際的な動向について」『行動医学研究』第20巻第2号、日本行動医学会、2014年、41-46頁、doi:10.11331/jjbm.20.41、ISSN 1341-6790、NAID 130004709230。
- 網谷真理恵、中尾睦宏、中山健夫、端詰勝敬、吉内一浩、石川善樹、乾明夫、井上茂、島津明人、諏訪茂樹、津田彰、堤明純、坪井康次「医学部教育における行動科学カリキュラムの提案」『医学教育』第46巻第1号、日本医学教育学会、2015年、37-40頁、doi:10.11307/mededjapan.46.1_37、ISSN 0386-9644、NAID 130005397312。